# 멤피스 매니악스
| 멤피스 매니악스 |                               |
| 콘퍼런스        | {{{콘퍼런스}}}                |
| 디비전          | 서부 디비전                   |
| 설립연도        | 2001년                        |
| 해체연도        | 2001년                        |
| 역사            | 멤피스 매니악스 (2001년)      |
| 경기장          | 리버티 보울 메모리얼 스타디움 |
| 연고지          | 테네시주 멤피스               |
| 소유주          |                               |
| 회장            |                               |
| 단장            | 스티브 에르하르트             |
| 감독            | 키피 브라운                   |
| 리그 우승       |                               |
| 콘퍼런스 우승   | {{{콘퍼런스 우승}}}           |
| 디비전 우승     |                               |

멤피스 매니악스(Memphis Maniax)는 테네시주, 멤피스를 연고지로 하는 XFL 서부 디비전 소속 미식축구 팀이다. 홈 경기장은 리버티 보울 메모리얼 스타디움이다.